# トーマス・A・ワトソン
トーマス・オーガスタス・ワトソン（Thomas Augustus Watson、1854年1月18日 - 1934年12月13日）は、アレクサンダー・グラハム・ベルが1876年に電話を発明したときの助手として知られる人物である。

## 生涯
ワトソンはマサチューセッツ州セイラムに生まれた。当初は簿記や大工をしていたが、ボストンのチャールズ・ウィリアムズの機械工場でより自分に合った仕事を見つけた。その後、当時ボストン大学の教授をしていたアレクサンダー・グラハム・ベルに雇われてその助手となった。彼らは電話の発明で知られている。
ベルの実験ノートによれば、隣の部屋にいたワトソンをベルが呼ぶために"Mr. Watson – Come here – I want to see you."と言ったのが、電話で話された最初の言葉となった。実際に使われた言葉については議論がある。1931年にベル研究所のために作られたドキュメンタリー映画の中で、ワトソンは、最初の言葉は"Mr. Watson – Come here – I want you."だったと語った。
ワトソンは、1881年に27歳でベル電話会社を辞めた。ワトソンは、電話の発明に参加したことで得られた特許使用料で、まず農業を始めた。一時期、シェークスピア俳優として成功し、その後、機械工場を設立した。1883年、ワトソンはフォアリバー造船所を設立した。同社はすぐにアメリカ海軍の軍艦の建造を請け負うようになり、1901年にはアメリカ最大級の造船所になった。その後、第二次世界大戦中にベツレヘム・スチール社に買収され、同社の主要な造船所の一つとなった。
1915年1月25日、ワトソンは、サンフランシスコのグラント・アベニュー333番地で、ベルがニューヨークのデイ・ストリート15番地のテレフォン・ビルディングからかけた世界初の大陸横断電話を受信した。ウッドロウ・ウィルソン大統領や両市の市長もこの電話に参加していた。
1926年に自叙伝"Exploring Life: The Autobiography of Thomas A. Watson"を出版した。
77歳のとき、インドの霊的指導者メヘル・バーバーにイギリスで会って感銘を受けたワトソンは、1931年のバーバーの初の渡米の手配をした。バーバーに会ったワトソンは、「私の78年の人生で、神の愛とは何かを経験したのは今日が初めてだ。メヘル・バーバーに触れられただけで、それがわかった」と言ったと伝えられている。しかしその後、ワトソンはバーバーに幻滅することになる。
1934年12月13日、心臓病により、フロリダ州パス＝ア＝グリルの避寒用の別荘で亡くなった。遺体はマサチューセッツ州ノース・ウェイマスの墓地に埋葬されている。その墓地は、かつてワトソンが設立した造船所を望む場所にある。

## 私生活
トーマス・ワトソンは、エリザベス・ワトソン(Elizabeth Watson)と結婚していた。ワトソンが亡くなった後も妻のエリザベスはパス＝ア＝グリルに住み続け、1949年にフロリダ州セントピーターズバーグの病院で亡くなった。

## External links
- Short biography of Thomas Watson
- Associated Press obituary (December 15, 1934): "T. A. Watson Dead; Made First Phone"
- トーマス・A・ワトソンの作品 （インターフェイスは英語）- プロジェクト・グーテンベルク
- トーマス・A・ワトソンに関連する著作物 - インターネットアーカイブ
- トーマス・A・ワトソン - Find a Grave（英語）
- NPR clip featuring Watson
- PBS.org Watson biography
- University of Houston: The Engines of Our Ingenuity (radio program)  No. 1177: "Thomas Watson". by John H. Lienhard